# Distretto di Narayanganj
Il distretto di Narayanganj è un distretto del Bangladesh situato nella divisione di Dacca. La città principale è Narayanganj.

## Suddivisioni
Il distretto di Narayanganj si suddivide nei seguenti sottodistretti (upazila):
- Araihazar
- Sonargaon
- Bandar
- Narayanganj Sadar
- Rupganj